# Репетюк, Павел Олегович
Павел Олегович Репетюк (род. 17 сентября 1991) — российский самбист, бронзовый призёр чемпионата России по боевому самбо 2015 года, мастер спорта России. Боец смешанных единоборств. По самбо выступал в лёгкой весовой категории (до 62 кг). 7 ноября 2015 года в Грозном провёл дебютный бой в смешанных единоборствах против российского бойца Чингизхана Дудаева. Репетюк выиграл бой в 3-м раунде болевым приёмом (рычаг локтя).

## Спортивные результаты

### Боевое самбо
- Чемпионат России по боевому самбо 2015 года — ;

### Смешанные боевые искусства
| Результат | Рекорд | Соперник         | Способ                  | Турнир                  | Дата               | Раунд | Время | Место           | Примечание |
| --------- | ------ | ---------------- | ----------------------- | ----------------------- | ------------------ | ----- | ----- | --------------- | ---------- |
| Победа    | 1-0    | Чингизхан Дудаев | Сабмишном (рычаг локтя) | ACB 25 — Young Eagles 3 | 7 ноября 2015 года | 3     | 4:26  | Россия, Грозный |            |